# Cantón de Mirande
El cantón de Mirande era una división administrativa francesa, que estaba situada en el departamento de Gers y la región de Mediodía-Pirineos.

## Composición
El cantón estaba formado por veintitrés comunas:
- Bazugues
- Belloc-Saint-Clamens
- Berdoues
- Clermont-Pouyguillès
- Idrac-Respaillès
- Laas
- Labéjan
- Lagarde-Hachan
- Lamazère
- Loubersan
- Marseillan
- Miramont-d'Astarac
- Mirande
- Moncassin
- Ponsampère
- Saint-Élix-Theux
- Saint-Martin
- Saint-Maur
- Saint-Médard
- Saint-Michel
- Saint-Ost
- Sauviac
- Viozan

## Supresión del cantón de Mirande
En aplicación del Decreto nº 2014-254 de 26 de febrero de 2014, el cantón de Mirande fue suprimido el 22 de marzo de 2015 y sus 23 comunas pasaron a formar parte del nuevo cantón de Mirande-Astarac.